# Mohammed Mehedi Uld Ben Ismael
Mohammed Mehedi Uld Ben Ismael (1865-Tetuán, 24 de octubre de 1923) fue el jalifa del protectorado español de Marruecos.

## Biografía
El príncipe Mohammed Mehedi Ben Ismael fue el primer jalifa del protectorado español en Marruecos. Su padre, Muley Ismail, era hermano de Hassan I, sultán de Marruecos,  y por lo tanto fue primo hermano de los sultanes Abd al-Aziz de Marruecos, Abd al-Hafid y Mulay Yusuf.
Fue nombrado jalifa del protectorado español el 19 de abril de 1913, e hizo la entrada oficial en Tetuán el 27 de abril del mismo mes, siendo comisario superior el General Alfau.

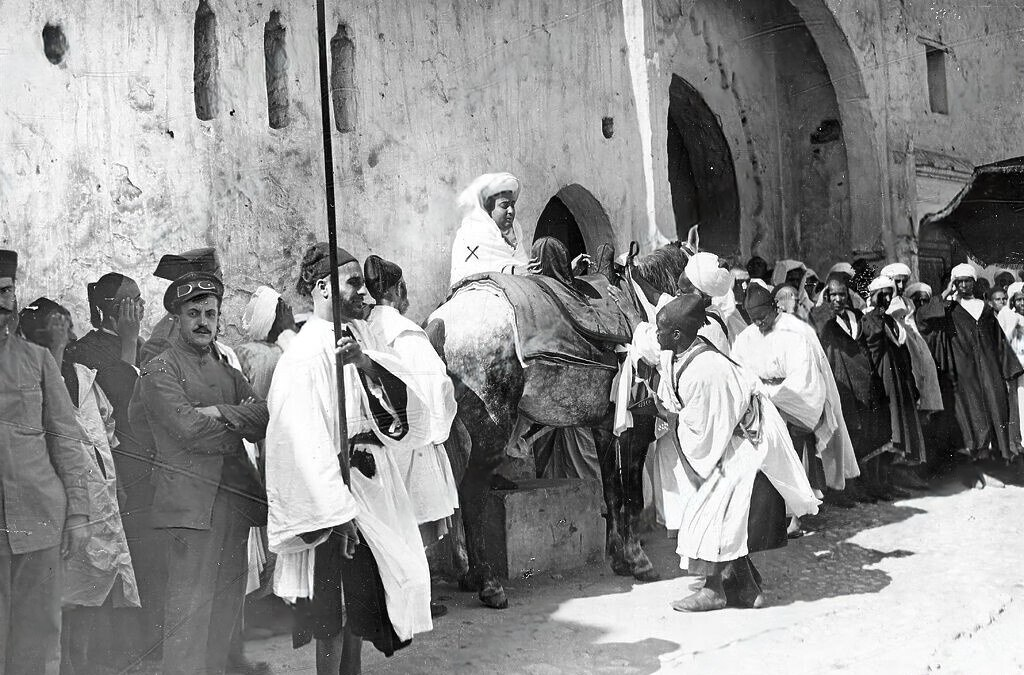
La máxima autoridad marroquí en Tetuán. El Khalifa, Mohammed Mehedi Uld Ben Ismael Montando a caballo al salir de la Mezquita, después de decir sus oraciones

Su brazo derecho en asuntos políticos era Ben Azouz, el primer ministro. Conjuntamente con el Faqih Shengiti, brazo derecho en asuntos religiosos, Ben Azouz figuraba entre los pocos hombres más firmes del jalifa. Su ministro de Hacienda y Finanzas era Muley Sadiq Raissouni, primo e interlocutor de Ahmed al-Raisuli.
Además, los pueblos rebeldes bajo Ahmed al-Raisuli y Abd el-Krim desafiaban la soberanía del jalifa.
Falleció en 1923 y le sucedió de forma interina el bajá de Tetuán, hasta el nombramiento del nuevo jalifa, su hijo Muley Hassan Ben El Mehedi Ben Ismael por el sultán Mulay Yúsuf el 25 de julio de 1925.